# 夸德·庫珀
夸德·庫珀（英語：Quade Cooper；1988年4月5日—）是一位澳大利亞橄欖球運動員，出生在新西蘭。他是澳大利亞國家橄欖球隊的一員，代表澳大利亞參加了2015年世界盃橄欖球賽。